# Шеффилд, Кэтрин, герцогиня Бекингемская и Норманбийская
Кэ́трин Ше́ффилд, герцоги́ня Бе́кингемская и Норманби́йская (англ. Catherine Sheffield, Duchess of Buckingham and Normanby; ок. 1681 или 1682 — 13 марта 1743) — незаконнорожденная дочь короля Якова II от его любовницы Кэтрин Седли, графини Дорчестер.

## Биография
Кэтрин была незаконнорожденной дочерью короля Якова II от его любовницы Кэтрин Седли, графини Дорчестер, дочери Чарльза Седли, 5-й баронета и его супруги Кэтрин Сэвидж. Ей была присвоена фамилия Дарнли  в честь её прапрадеда лорда Дарнли, супруга Марии Стюарт. Историки предполагали, что у неё было двое младших братьев, которые умерли в детстве
В возрасте около 18 лет 28 октября 1699 года она вышла замуж за Джеймса Энгсли, 3-й графа Ангсли (ум. 1702). У супругов была дочь Кэтрин Энгсли (ок. 1700–1736). В 1701 году парламент расторг их брак, как сообщалось из-за жестокого обращения графа с Кэтрин, которая утверждала, что супруг пытался её убить. 
В январе 1702 года её бывший супруг умер от туберкулёза и в марте 1706 года Кэтрин во второй раз вышла замуж за Джона Шеффилда, 1-го герцога Бекингем и Норманби, став его третьей женой. У них было трое сыновей, двое из которых умерли в детстве: Джон (1710), Роберт (1711–1715) и Эдмунд (1716–1735), унаследовавший титул отца. 
Поддерживала дружеские отношения с поэтом Александром Попом, с помощью которого добилась публикаций произведений покойного супруга. Поп оставил о ней воспоминания, а также посвятил ей одно из своих произведений, где сравнил её с Атоссой.
Скончалась 13 марта 1743 года в возрасте более 60 лет, пережив всех детей.